# 西南王戦
玉渓杯西南王戦（玉渓杯西南王战）は、中国の囲碁の棋戦。2002年から開始。中国の南西地区、雲南、貴州、重慶、四川、および17回からは西藏の棋士が参加する。
- 主催 (1-18回)中国棋院、成都棋院、成都市体育局、(19回-)中国囲棋協会、都江堰市人民政府、(20-23回)成都市人民政府、(24回-)成都市体育局、青羊区人民政府

- 共催 (19回)成都棋院、成都市囲棋協会、都江堰市文体旅局、(21回)成都市体育局、四川省囲棋協会、青羊区人民政府
- 協力 (19回-)懿錦囲棋倶楽部、(21回)成都棋院、青羊区文体旅局、成都市棋奕運動協会、成都棋院、青羊区文体旅局、成都市杜甫草堂博物館
- 協賛 (-12回)紅塔集団、(16-23回)四川航空、(21回-)草堂棋社
- 特別協賛 (18回-)四川昊仁酒業
- 優勝賞金 (-10回)5万元、(11-16回)8万元、(17-18回)16万元、(19回-)25万元

かつて「西南王」は、現成都棋院副院長宋雪林の呼び名であり、毎年成都で開催される。棋戦名の玉渓は、紅塔集団のブランド名からとったもの。20回からは成都に住んだ詩人杜甫を記念した杜甫草堂博物館で行われる。
13回名称は青羊杯西南棋王戦、14-15回は棋城杯西南棋王戦、16-17回は四川航空杯西南棋王戦、18-23回は四川航空熊猫之路杯西南棋王戦、24回からは棋城杯中国囲棋西南棋王戦（棋城杯中国围棋西南棋王赛）。

## 方式
- 中国囲棋甲級リーグ戦の雲南、貴州、重慶、四川の4チーム（17回からは西藏を加えた5チーム）からの12名と、招待選手4名の計16名によるトーナメント戦。決勝は一番勝負。
- コミは7.5目。
- 持時間は1手30秒、考慮時間10分。21回からは40秒の秒読み5回

第7期は、甲級リーグ四川チームで活躍した韓国の李映九も招待で出場した。

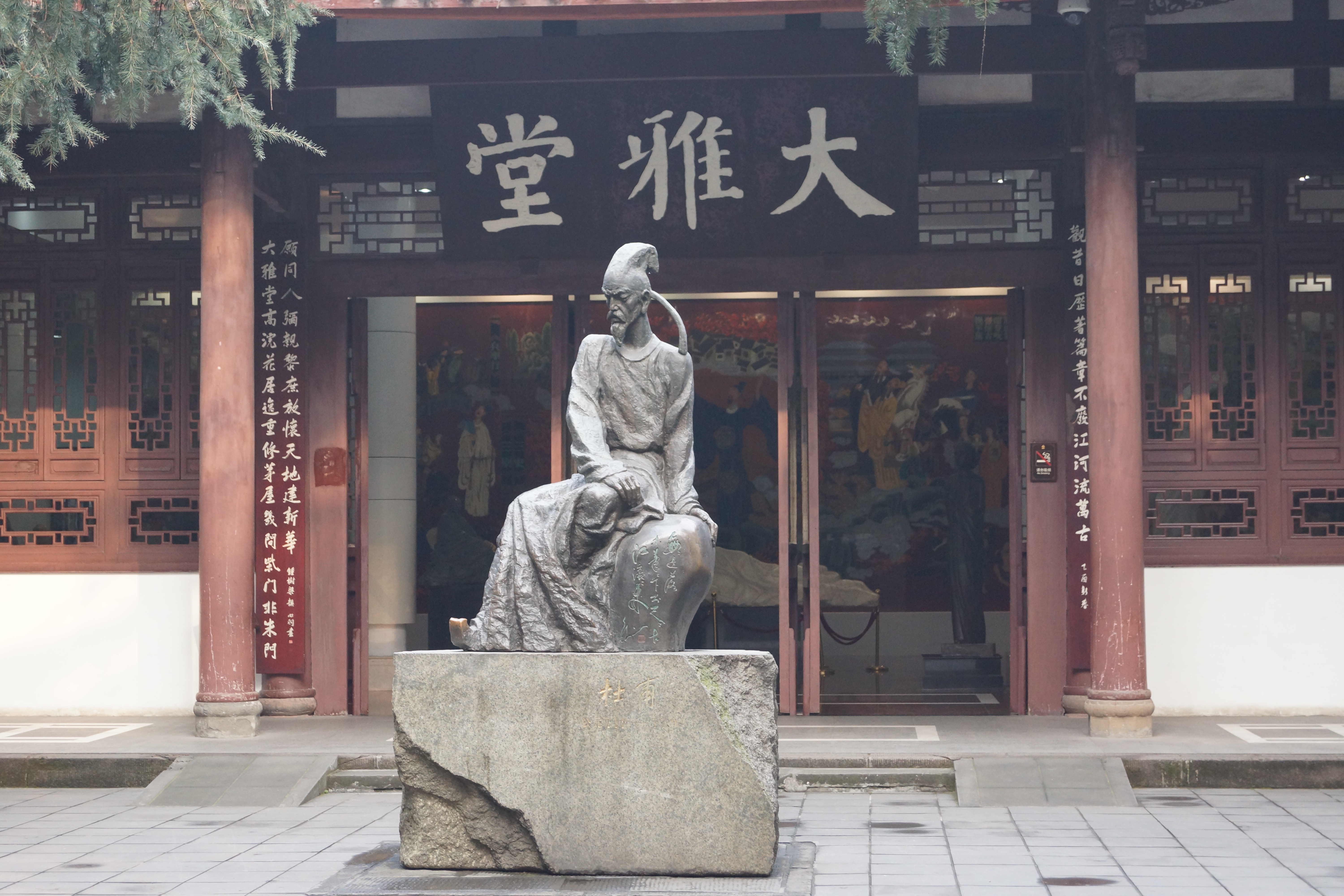
杜甫草堂博物館（表彰式などが行われる大雅堂）

## 優勝者と決勝戦
（左が勝者）
- 1回 2002年 楊一 - 丁偉
- 2回 2003年 古力 - 丁偉
- 3回 2004年 周鶴洋 - 古力
- 4回 2005年 王磊 - 朱元豪
- 5回 2006年 王磊 - 王檄
- 6回 2007年 古霊益 - 楊一
- 7回 2008年 古霊益 - 李劫
- 8回 2009年 古霊益 - 古力
- 9回 2010年 王檄 - 朴文尭
- 10回 2011年 古霊益 - 党毅飛
- 11回 2012年 朴文尭 - 彭立尭
- 12回 2013年 謝赫 - 古力
- 13回 2014年 唐韋星 - 常昊
- 14回 2015年 唐韋星 - 時越
- 15回 2016年 楊鼎新 - 陶欣然
- 16回 2017年 楊鼎新 - 檀嘯
- 17回 2018年 羋昱廷 - 唐韋星
- 18回 2019年 柯潔 - 党毅飛
- 19回 2020年 羋昱廷 - 柁嘉熹
- 20回 2021年 楊鼎新 - 羋昱廷
- 21回 2022年 柯潔 - 唐韋星
- 22回 2023年 范廷鈺 - 唐韋星
- 23回 2024年 范廷鈺 - 柯潔
- 24回 2025年 辜梓豪 - 丁浩